# 킬레이트

금속-EDTA 킬레이트

킬레이트(영어: chelate)는 한 개의 리간드가 금속 이온과 두 자리 이상에서 배위결합을 하여 생긴 착이온이다. 해당 리간드는 킬레이트제(chelator, chelating agent, chelant)라고 한다. 주로 
예를 들어 구리가 포함된 용액에 에틸렌다이아민의 수용액을 가할 때 구리는 에틸렌다이아민의 두개의 아민기의 질소 원자와 결합하여 고리모양의 착이온을 만드는데, 이렇게 해서 생성된 화합물을 킬레이트라 한다.

킬레이트를 형성하는 대표적인 리간드로는 에틸렌다이아민, EDTA(ethylenediaminetetraacetic acid)가 있다.
대부분의 킬레이트제는 유기물이지만 피로인산염처럼 무기물도 있다.

## 어원
새우나 게의 집게를 뜻하는 그리스어의 Chela라는 단어에서 유래했으며 중심 금속을 리간드가 집게처럼 물고 있는 모양을 뜻한다.

## 이용
아연의 염을 윌슨병 환자에서 구리 흡수를 막는 데에 사용할 때
지중해빈혈의 치료